# Louchert
Louchert (Luchert en luxembourgeois) est un hameau de la commune belge d’Attert située en Région wallonne dans la province de Luxembourg.